# Penelope montagnii

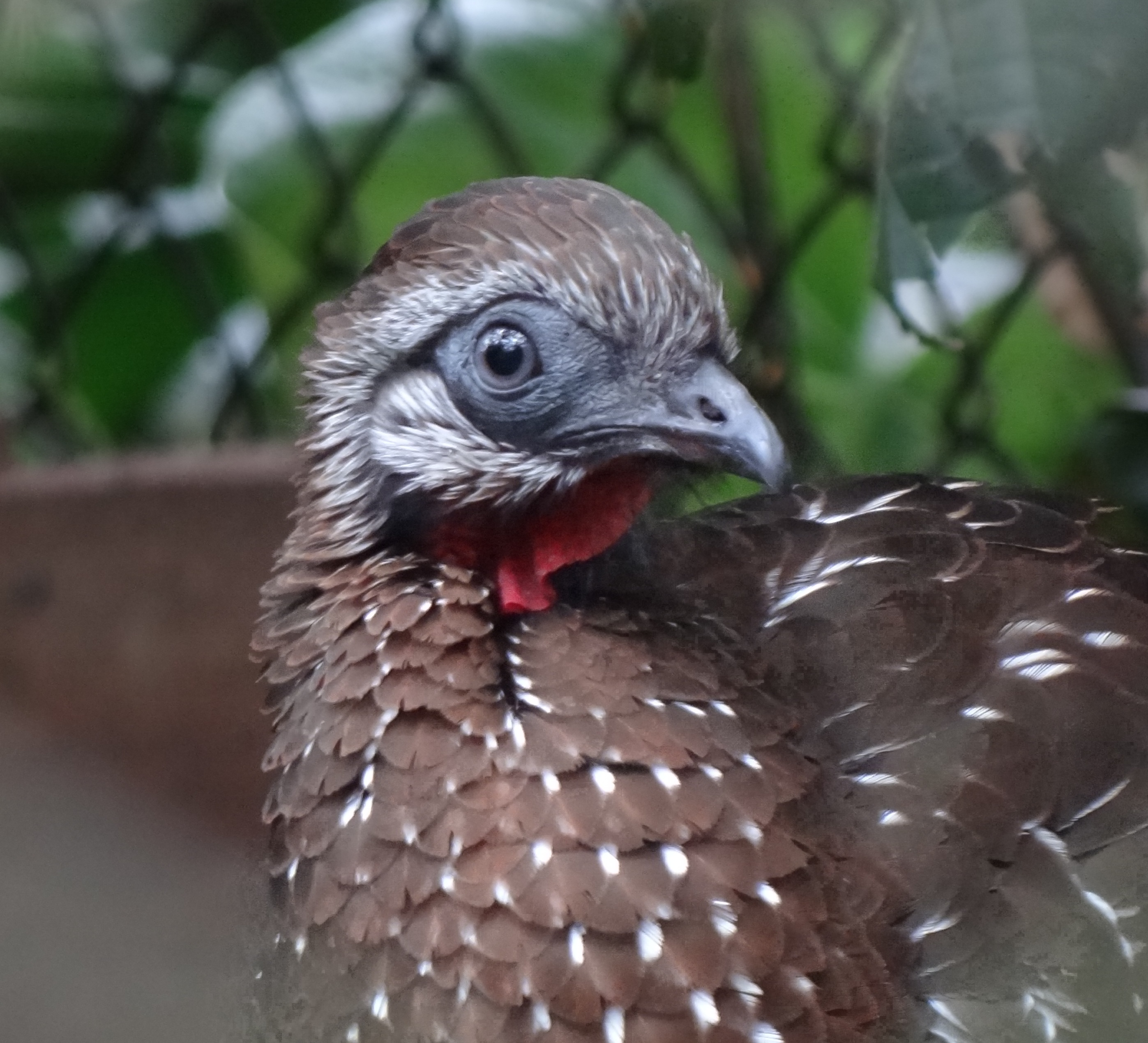
Detalle.

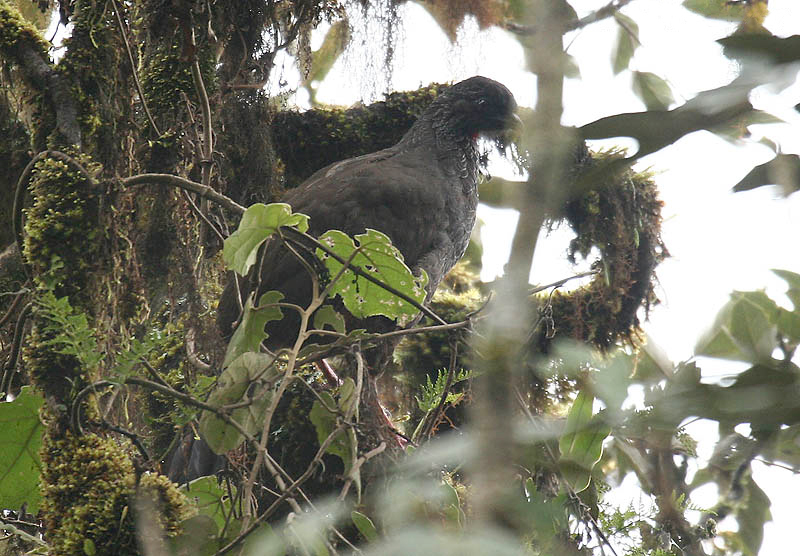
Pava en la reserva Yanacocha, Ecuador.

La pava andina o pava de monte andina (Penelope montagnii) es una especie de ave galliforme que pertenece a la familia Cracidae, se encuentra en selvas de los Andes  entre los 1500 y 3900 m s. n. m., en Venezuela, Colombia, Ecuador, Perú, Bolivia, hasta el extremo noroeste de Argentina, donde fue registrada entre la localidad de Casas Viejas y el río Trigohuaico, en el norte de Salta.

## Descripción y hábitat
Mide entre 40 y 60 cm de longitud y pesa en promedio 460 g. No presenta dimorfismo sexual, cabeza cana con una pequeña gola roja, plumaje marrón oscuro y en el pecho bordeado de gris, el dorso es pardo broncíneo. Presenta anillos alrededor de los ojos de color gris azulado y garganta rojiza. Las patas son rojas.
Viven en los Selvas Nubladas, selvas de planicie y selvas húmedas. Pasan la mayor parte del tiempo entre los árboles en pequeños grupos de tres a siete individuos, se alimentan de bayas y frutos silvestres, aunque también buscan y siguen constantemente los ejércitos de hormigas guerreras de las que se alimentan. Construyen sus nidos entre las ramas y la hembra pone uno o dos huevos. Los polluelos nacen aproximadamente hacia marzo. 
Su reclamo es un suave y carrasposo ‘Chouh-chouh-chouch-chouch-chouh’, aunque puede hacer bastante ruido.
Se ha visto ligeramente afectada por la destrucción del hábitat, tanto la deforestación, como su caza son sus mayores amenazas. Sin embargo, por su amplia distribución, no está amenazada a nivel mundial. Dado su rango altitudinal, podría verse afectada por la fragmentación del hábitat a largo plazo. Hay pocos datos sobre su población general, pero ocurre en varias áreas protegidas en su rango. 

## Subespecies
Se conocen 5 subespecies de Penelope montagnii:
- Penelope montagnii atrogularis - Ecuador y sudoeste de Colombia
- Penelope montagnii brooki - Cordillera oriental de Colombia
- Penelope montagnii montagnii - Venezuela y Serranía del Perijá
- Penelope montagnii plumosa - Perú
- Penelope montagnii sclateri - Bolivia y extremo norte de Argentina

## Galería

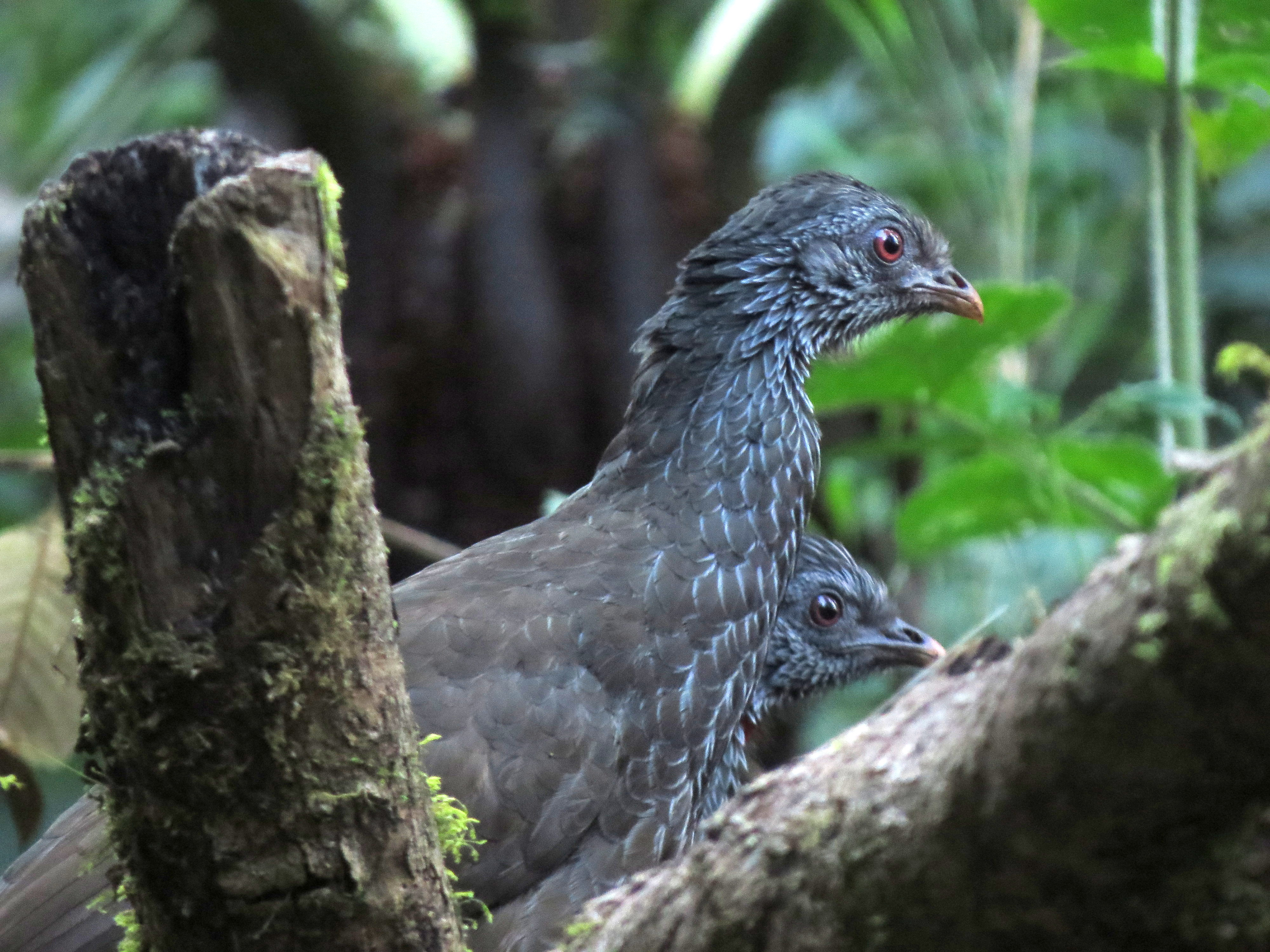
Pareja en Armenia, Colombia.
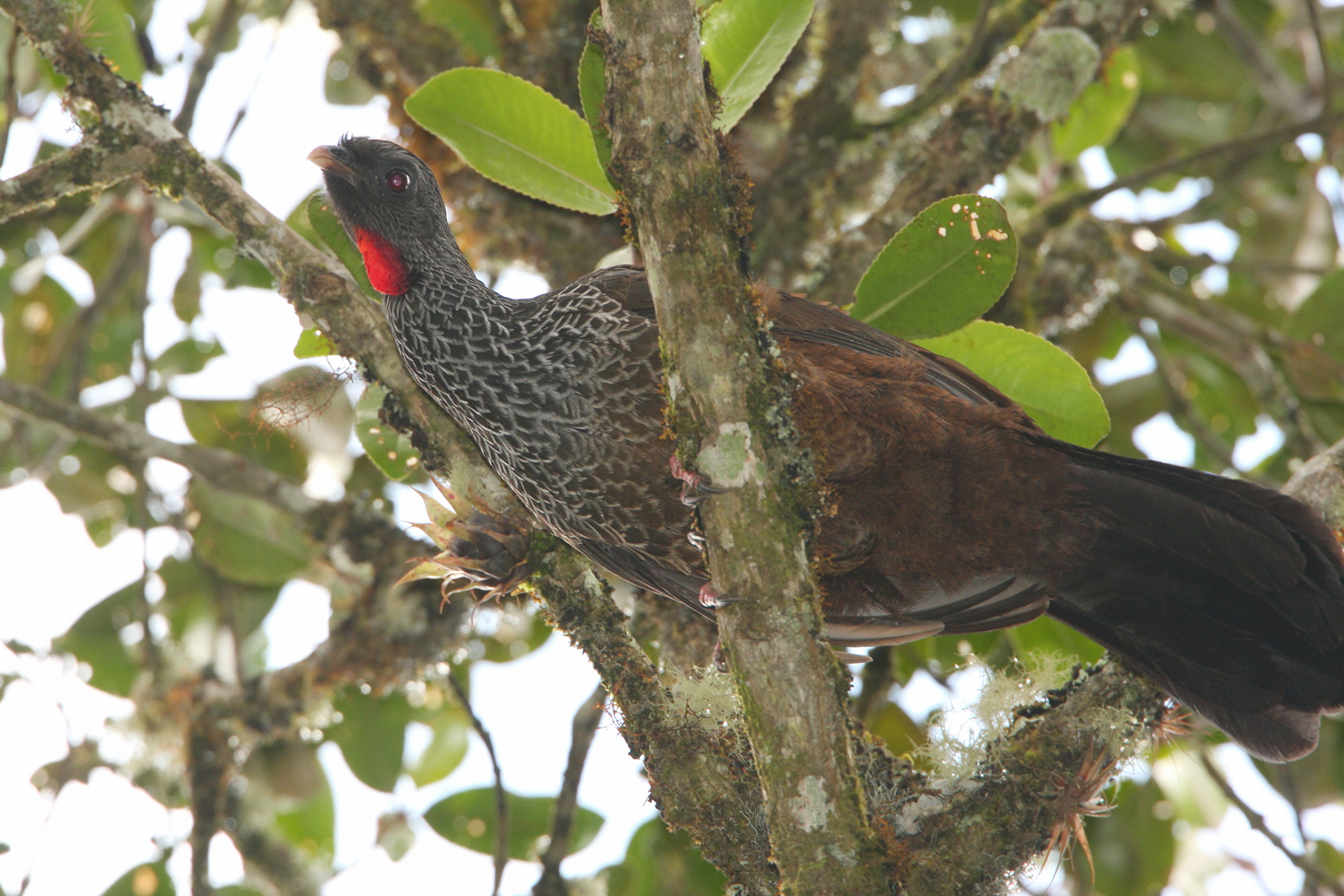
Se puede apreciar la gola en el cuello.
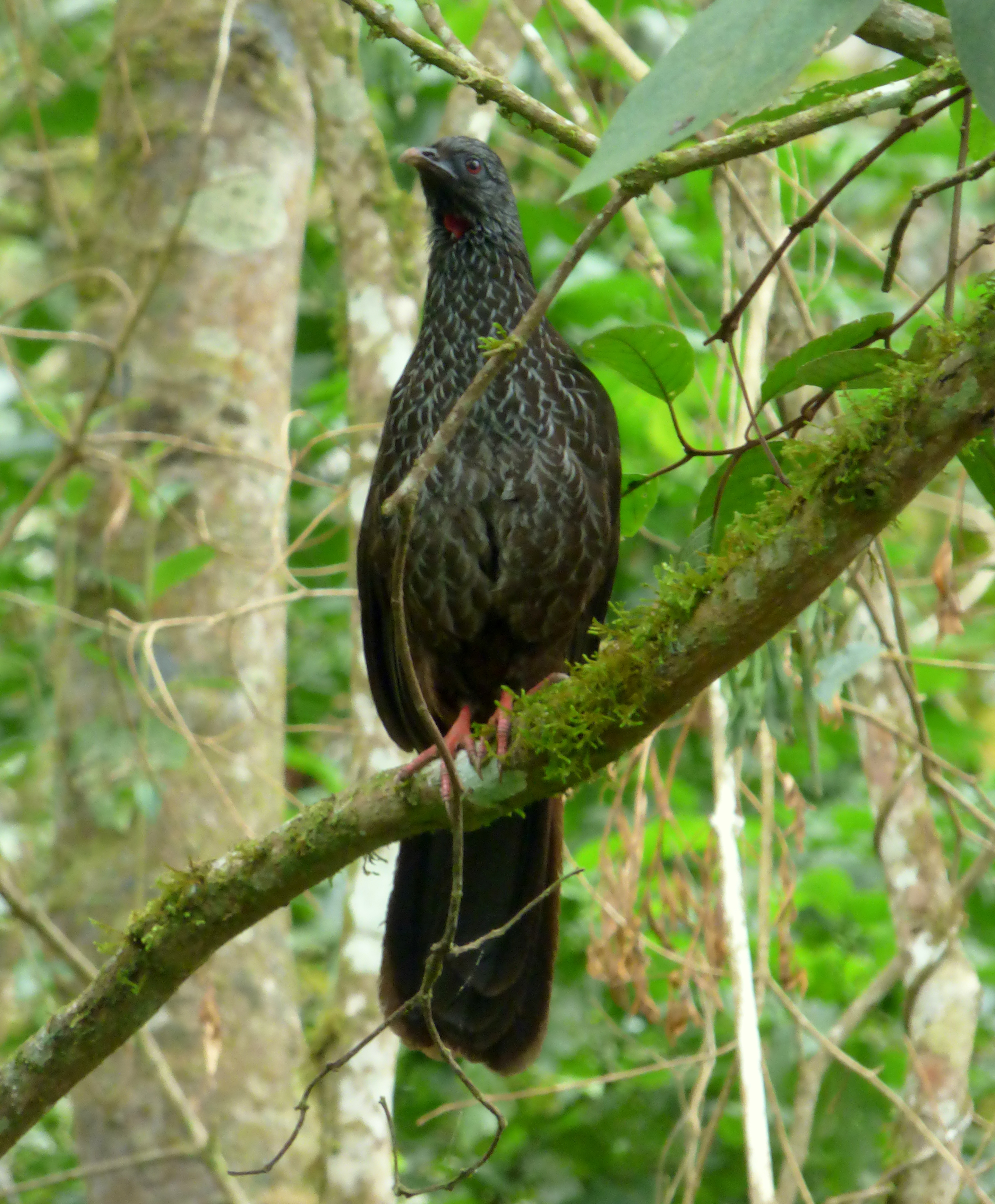
Pava posada en un tronco.